# Chyliza callosa
Chyliza callosa är en tvåvingeart som beskrevs av Shatalkin 1998. Chyliza callosa ingår i släktet Chyliza och familjen rotflugor. Inga underarter finns listade i Catalogue of Life.